# Metaltella rorulenta
Metaltella rorulenta is een spinnensoort uit de familie Desidae. De soort komt voor in Peru, Chili en Argentinië.